# Vallkärra gård
Vallkärra gård är en av SCB avgränsad och namnsatt småort i Vallkärra socken i Lunds kommun. Den omfattar bebyggelse vid Vallkärras station vid Västkustbanan. Stationen stängdes för trafik 1967. Själva gården Vallkärra gård ingick inte i småorten.
SCB definierade orten som småort fram till och med 2005. Vid sammanställningen 2010 hade orten färre än 50 invånare. Från 2015 avgränsas här åter en småort.